# Franke Holding
Die Franke Holding ist ein weltweit agierender Anbieter von Produkten für die Haushaltsküche, die Großküche und den Hygienebereich. Die Unternehmensgruppe beschäftigt etwa 8'500 Mitarbeiter und erwirtschaftete 2020 einen Umsatz von 2,18 Milliarden Schweizer Franken. Der Eigentümer Michael Pieper steht auf Platz 580 der Forbes-Liste und ist somit auch einer der 10 reichsten Schweizer.

## Tätigkeitsgebiet
Die Tätigkeiten der Franke Holding werden in die Bereiche Franke Kitchen Systems, Franke Foodservice Systems, Franke Water Systems and Franke Coffee Systems gegliedert. Franke Kitchen Systems ist der weltweit führende Anbieter von Küchensystemen (Spülen, Dunstabzugshauben, Armaturen, Herdmulden, Öfen etc.). Franke Foodservice liefert Küchensysteme und Dienstleistungen für Quick-Service-Restaurants, Franke Water Systems produziert Waschraum- und Sanitärsysteme für den öffentlichen und halböffentlichen Bereich und Franke Coffee Systems produziert vollautomatische Kaffeemaschinen für (semi-)professionelle Anwendungen.

## Geschichte

### Gründungsphase
1911 gründete Hermann Franke einen Spenglereibetrieb in Rorschach (Schweiz). Der wirtschaftliche Aufschwung in Industrie und Baugewerbe Ende der 1920er Jahre führte zur Angliederung einer Sanitär-Installationsabteilung. Franke begann mit der Fabrikation von Ofenaufsätzen, Dachfenstern und Dachgauben.
In den 1930er Jahren wurden die ersten Spültische in Nickelin, Metall und später in rostfreiem Stahl hergestellt. Franke baute eine neue Fabrik mit Büros und Wohnhaus in Aarburg (Schweiz). Es folgte die erste Serienfabrikation sowie der erste vollständig geschweißte, fugenlose Spültisch.
Hermann Franke starb am 25. Januar 1939. Sein Sohn Walter Franke übernahm das Geschäft. Der Zweite Weltkrieg führte zu großen Schwierigkeiten in der Materialbeschaffung. In den Nachkriegsjahren baute Franke die Fabrikanlagen aus und stellte komplette Küchen her. Franke begann mit dem Export von Produkten in die europäischen Nachbarländer.

### Expansion
Franke weitete das Geschäft aus und wurde zum Marktführer von modernsten Spülen. Im Jahr 1950 wurde die Produktegruppe Waschraum- und Sanitärsysteme mit einem umfassenden Programm von Produkten für den öffentlichen und halböffentlichen Bereich fest verankert. Erstmals wurden auch Bestandteile für Triebwerke gebaut. Franke tätigte seine erste ausländische Investition in Deutschland und hatte im Jahr 1955 500 Angestellte.
In den späten 1950er Jahren verdoppelte Franke die Produktion. Die Fabrikanlagen wurden weiter ausgebaut. Der Bereich „Grossküchen“ wurde gebildet. 1961 arbeiteten 750 Mitarbeiter für Franke.
In den nächsten zwölf Jahren erfuhr Franke eine weitere Expansion: 13 neue Tochter- und zwei Lizenzgesellschaften wurden gegründet. 1972 baute und installierte Franke die erste Küche für McDonald’s in München. 1974 zählte das Unternehmen 2600 Mitarbeiter. 1975 wechselte Franke den Eigentümer. Walter Frankes Freund und Geschäftspartner Willi Pieper übernahm das Unternehmen. Vier Tochter- und zwei Lizenzgesellschaften kamen hinzu. 1979 wurde das Franke Kompaktspülensystem lanciert. Ende der 1980er Jahre wurde Franke in Divisionen aufgeteilt.

### Weitere Entwicklung
- 1989: Mit dem Eintritt von Michael Pieper in die Konzernleitung wurde die Ablösung an der Konzernspitze eingeleitet und der Ausbau zu einer weltweit tätigen Firmengruppe fortgesetzt.
- 1990: Verwaltungsrat und Aktionäre der Franke Holding AG beschlossen ein Investitionsprogramm, um bis 1994 die schweizerischen Betriebe der Gruppe auf einen höheren Stand der Technik zu bringen. Übernommen wurden die britische Carron Phoenix Holding, in Norwegen die Lino S/A und 1992 die spanische Soberana.
- 1993: Firmengründungen in Tschechien und Polen.
- 1994: Übernahme der finnisch-schwedischen Hackmann-Meka, der amerikanischen IRC Parts & Supplies und der polnischen Gastopol.
- 1995: Übernahme der deutschen Blefa GmbH in Kreuztal und einer Minderheitsbeteiligung an der russischen Spülenherstellerin AO Stamor in St. Petersburg.
- 1996: Akquisition der amerikanischen Federal Home Products Division, Eröffnung eines Produktionswerkes Heshan City, China und Eröffnung eines Info-Centers in Aarburg.
- 1997: Akquisition der brasilianischen Douat Inox. Ltda. und Übernahme der italienischen Safer S.p.A.
- 1998: Übernahme der kanadischen Kindred Industries, Ontario. Die Franke AG firmiert in Franke Schweiz AG um.
- 1999: Akquisition der Stainless Holding Inc., von O’Brian Budd und der Met-Tec Installations Ltd. und Übernahme der südafrikanischen City Metal Products Ltd., Bau eines Werkes in Indien.
- 2000: Übernahme der Niggemann Foodservice Technik GmbH & Co. KG in Bochum, und der holländischen V. Swinkels B. V.
- 2001: Franke übernahm die dänische A/S Panda Stål und die britische Ezra Hatton. Franke konzentrierte sich verstärkt auf die bisherigen Kernsparten und ergreift umfangreiche Sparmassnahmen. Der Personalbestand sank um 235 auf 5246 Beschäftigte. Um längerfristig wettbewerbsfähig zu bleiben, erhöht das Unternehmen wegen der rückläufigen Umsatzzahlen die Investitionen um 23 Prozent auf 51,8 Millionen Schweizer Franken.
- 2002: Die Badezimmermöbelproduktion der Franke Romont AG und die in der Salvis AG zusammengefasste Abteilung für Kochapparate und Grosskücheneinrichtungen wurden verkauft. Franke erwarb die deutsche Bremer Kaffeemaschinen GmbH. Das Sanitärprogramms wurde mit der Übernahme der englischen Firma W&G Sissons Ltd. erweitert. Die Konzernsparten umfassen neu Franke Kitchen Systems inkl. Franke Washroom and Sanitary Systems, Franke Foodservice Systems (ehem. Contract Group) und Franke Coffee Systems.
- 2003: Franke legte das Lenkungssystemgeschäft mit demjenigen von Adval Tech zusammen. In das Joint Venture brachte die Franke-Gruppe ihre Tochterunternehmen Lanz Industrietechnik und Adval Tech und zwei Betriebe von Styner+Bienz ein.
- 2004: Die Franke-Gruppe übernahm 49 Prozent der Finfaber S.p.A., der Holding-Gesellschaft der Faber-Gruppe mit Sitz in Fabriano, Italien, und den amerikanischen Kaffeemaschinenvertriebspartners Espresso Spezialist, Inc. in Seattle.
- 2005: Franke übernahm die Faber-Gruppe vollständig. Die beiden südafrikanischen Water Heating Systems-Gesellschaften Supa Heat Geysers (Pty.) Ltd. und The Geyser Company (Pty.) Ltd. sowie die deutsche AquaRotter GmbH werden akquiriert. Die Franke Holding AG wurde neben den Industriebeteiligungen (Forbo, Adval Tech, Rieter, Feintool) in die Familienholding von Michael Pieper integriert.
- 2007: Franke akquiriert die südafrikanische Defy Appliances (Pty) Ltd. mit 3‘500 Mitarbeitern.
- 2010: Realisierung der Franke Artemis Group: Das industrielle Geschäft wird in die Teilkonzerne Franke Kitchen Systems Group und Franke Commercial Systems Group gegliedert. Die nicht industriellen Bereiche werden in der Franke Asset Management Group und der Franke Artemis Real Estate Group zusammengefasst.
- 2012: Neuer CEO der Franke Artemis Group wird Alexander Zschokke. Sein 66-jähriger Vorgänger Michael Pieper zieht sich von seinem Amt zurück, um sich «ganz auf seine Aufgabe als Vorsitzender der Geschäftsleitung der Franke Artemis Holding AG konzentrieren» schreibt Franke in einer Mitteilung.[5]
- 2013: Die Franke Artemis Management AG wird umbenannt in Franke Management AG, der Name Franke Artemis verschwindet wieder.[6] Im gleichen Jahr wurde der Armaturenhersteller KWC übernommen.
- 2018: CEO-Wechsel bei der Franke-Gruppe. Patrik Wohlhauser übernimmt die Geschäftsführung.[7]
- 2021: Franke teilt mit, dass die komplette Division «Water Systems» verkauft werde.[8]